# سولل بونه
سولل بونه (عبری: סולל בונה‎) شرکت ساخت‌وساز اسرائیلی است، که در سال ۱۹۲۱ تأسیس شد.